# Флешбек
Флешбек (англ. flash — спалах, осяяння; англ. back — назад) — в кінематографії означає відхилення від оповідання в минуле; сюжетна лінія переривається, і глядач спостерігає дії, які відбувалися раніше. Найчастіше зворотний кадр пояснює вчинки і дії героїв оповідання, розкриває їхні думки, ідеї. Досить часто для оформлення зворотного використовують тонування кадру під сепію. Також використовується в телефільмі або радіопередачі.
В літературознавстві аналогом зворотного кадру вважається ретроспектива.
Протилежне прийняття — сюжетний погляд у майбутнє, називається флешфорвард.